# Lista chorążych reprezentacji Zairu na igrzyskach olimpijskich
Lista chorążych reprezentacji Zairu na igrzyskach olimpijskich – lista zawodników i zawodniczek reprezentacji Zairu, którzy podczas ceremonii otwarcia nowożytnych igrzysk olimpijskich nieśli flagę Demokratycznej Republiki Konga. Po I wojnie w Kongu państwo Zair przestało istnieć, zaś w jego miejsce proklamowano Demokratyczną Republikę Konga (lista chorążych reprezentacji po przemianach ustrojowych).

## Chronologiczna lista chorążych
| Lp. | Rok i miejsce     | Chorąży           | Dyscyplina    |
| --- | ----------------- | ----------------- | ------------- |
| 1   | 1984, Los Angeles | Christine Bakombo | Lekkoatletyka |
| 2   | 1988, Seul        | b.d.              |               |
| 3   | 1992, Barcelona   | b.d.              |               |
| 4   | 1996, Atlanta     | Lukengu Ngalula   | Koszykówka    |